# تيدي نيلسون
تيدي نيلسون (بالنرويجية البوكمول: Terje Nielsen)‏ هو مغني نرويجي، ولد في 23 أغسطس 1939 في برغن في النرويج، وتوفي في 8 يونيو 1992 في آلبورغ في الدنمارك.

## وصلات خارجية
- تيدي نيلسون على موقع ميوزك برينز (الإنجليزية)
- تيدي نيلسون على موقع ميوزك برينز (الإنجليزية)
- تيدي نيلسون على موقع ديسكوغز (الإنجليزية)
- تيدي نيلسون على موقع ديسكوغز (الإنجليزية)